# 보습뼈
보습뼈(vomer), 또는 서골(鋤骨)은 머리뼈(skull)의 얼굴뼈 중 하나이다. 정중시상선에 위치하는 단 하나의 뼈이며, 나비뼈(sphenoid), 벌집뼈(ethmoid), 입천장뼈(palatine), 위턱뼈(maxillary)와 관절을 형성한다.

## 생물학
보습뼈 주위에는 보습코기관(vomeronasal organ), 또는 야콥손기관(Jacobson's organ)이라는 화학수용체 기관이 존재하는데, 이는 특정 페로몬을 감지하기 위한 기관으로 특히 고양이과 동물에서 발달되어 있다. 이 기관을 활용하여 냄새를 맡는 반응을 플레멘 반응(Flehmen reaction)이라고 한다.

## 해부학적 특징
보습뼈는 사각형의 얇은 구조물로, 코중격의 뒤 아래부분을 형성한다. 정중면에 위치하지만 앞부분은 흔히 옆으로 휘어있는 경우가 많다.
표면은 혈관 및 신경들이 지나가는 작은 고랑들이 있으며, 이를 보습뼈고랑이라고 한다. 보습뼈고랑은 아래 앞쪽으로 비스듬하게 주행한다.

### 모서리
위모서리는 가장 두껍고 깊은 고랑이 있으며 양쪽으로 뼈날개(ala)가 수평하게 위치한다. 고랑은 나비뼈의 부리(rostrum)과 접하고, 날개 뒤쪽은 나비뼈의 안쪽날개판(medial pterygoid plate)과 만나며, 앞쪽은 입천장뼈의 나비돌기(sphenoidal process)와 만난다.
아래모서리는 위턱뼈, 입천장뼈와 함께 능선을 형성한다.
앞모서리는 가장 길며, 아래 앞쪽으로 비스듬히 경사가 있다. 위쪽 절반은 나비뼈의 수직판(perpendicular plate)와 융합되고, 아래쪽 절반은 코의 코중격연골(septal cartilage)의 아래경계와 만나기 위한 고랑이 형성되어 있다.
뒤모서리는 오목하며, 뒷코구멍(choana)와 분리되어 있어 자유롭게 움직인다. 위쪽은 두껍고 아래쪽은 얇다.

## 관절
보습뼈는 여섯 개의 뼈와 관절을 형성한다.
- 2개의 뇌머리뼈: 나비뼈(sphenoid bone)과 벌집뼈(ethmoid bone)
- 4개의 얼굴뼈: 위턱뼈(maxilla) 2개와 입천장뼈(palatine bone) 2개

또한, 코의 코중격 연골과도 관절을 형성한다.

## 추가 이미지

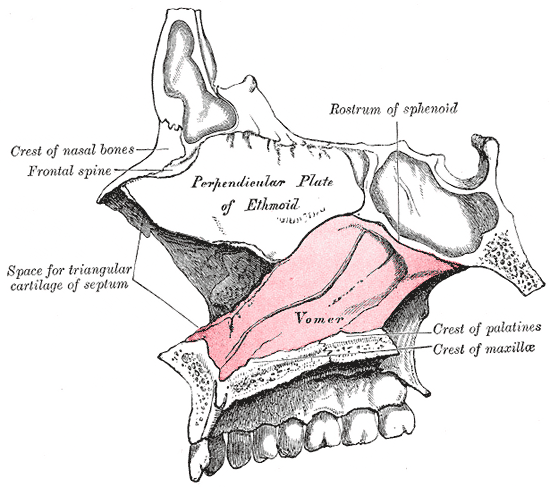
왼쪽 비강에서 보이는 보습뼈
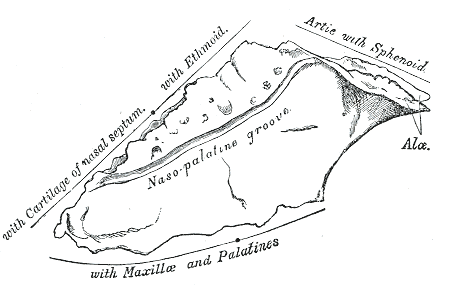
보습뼈
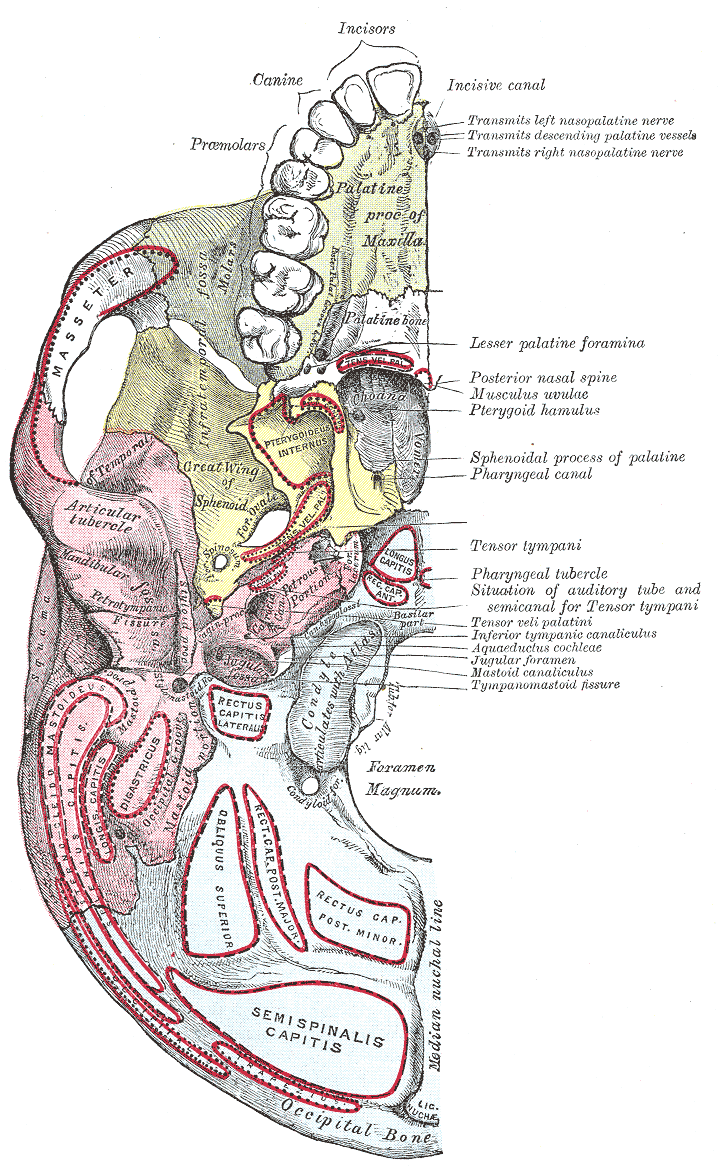
머리뼈 바닥
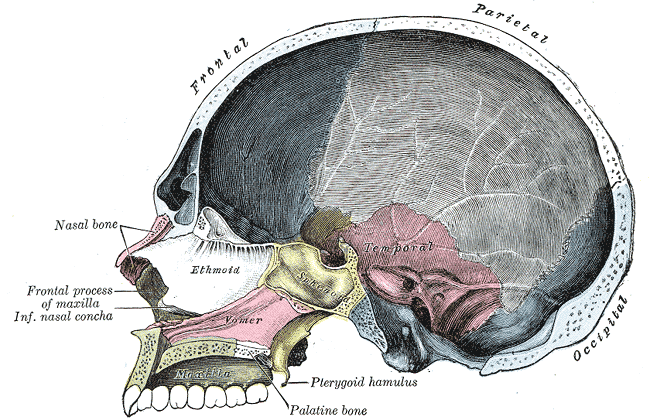
머리뼈 시상절단면
보습뼈 3D 입체그림